# God of War (joc video)
God of War este un joc de acțiune-aventură third person elaborat de Santa Monica Studio și publicat de Sony Computer Entertainment (SCE). Lansat pentru prima dată pe 22 martie 2005, pentru consola PlayStation 2, este primul joc din seria cu același nume și al treilea cronologic. Bazat pe mitologia greacă, acțiunea jocului are loc în Grecia Antică, iar motivul central al jocului este răzbunarea. Jucătorul poate lua controlul lui Kratos, un războinic Spartan care îi servea pe Cei Doisprezece Olimpieni. Zeița Athena îi cere lui Kratos să-l omoare pe Ares, zeul războiului, care este responsabil pentru influențarea lui Kratos în a-și ucide propria familie. Pentru a-l putea opri, el pornește mai întâi într-o aventură a cărei finalitate este obținerea singurului obiect capabil să-i oprească pe zei, Cutia Pandorei. Al doiela joc din serie, God of War II, a apărut în aprilie 2007.